# Élection présidentielle philippine de 2022
L'élection présidentielle philippine de 2022 a lieu le 9 mai 2022 afin d'élire le président et le vice-président des Philippines pour un mandat de six ans. Les deux postes sont pourvus lors d'élections séparées, ce qui rend possible une cohabitation entre deux élus de partis différents.
Le président sortant Rodrigo Duterte est inéligible à sa succession, la constitution interdisant d'effectuer plus d'un mandat. 
Ferdinand Marcos Junior, surnommé « Bong Bong Marcos » (BBM) et fils de l'ex-dictateur Ferdinand Marcos remporte la présidence avec une large majorité des voix, tandis que la fille du président sortant, Sara Duterte, remporte la vice-présidence avec une avance similaire.

## Contexte

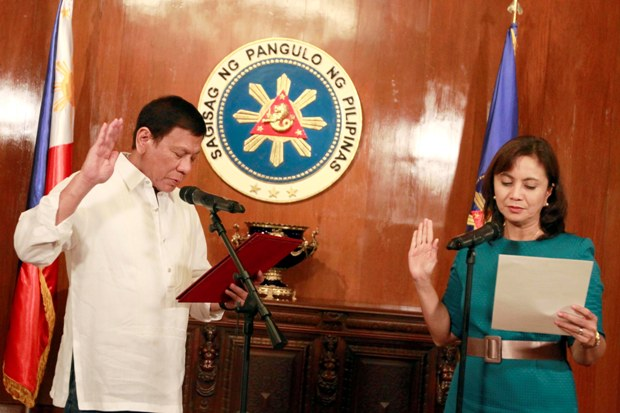
Rodrigo Duterte et Leni Robredo prêtant serment en 2016.

L'élection présidentielle de mai 2016 voit la victoire de Rodrigo Duterte, du parti PDP-Laban. Son colistier Alan Peter Cayetano échoue quant à lui à décrocher la vice-présidence, qui est remportée par la candidate du Parti libéral, Leni Robredo.
Dès 2020, et alors que le conflit en mer de Chine méridionale ne semble pas ralentir, des voix s’élèvent au sujet d'une possible ingérence de la Chine durant l’élection,.
Le système de décompte des voix se retrouve sur le devant de la scène lorsque la sénatrice Imee Marcos, sœur du candidat à la vice-présidence en 2016, Bongbong Marcos, propose de le réformer. Celui-ci a été automatisé en 2010 afin de réduire les fraudes, mais la sénatrice propose un système hybride manuel-automatique, argumentant que le décompte des voix se doit d’être public. La COMELEC de son côté affirme que les machines de votes déployées sous son autorité par son partenaire Smartmatic sont fiables jusqu'à 99,99 %. Les élections philippines étaient, jusqu'en 2010 et l’élection de Benigno Aquino III, notoirement sujettes à la fraude sous le schéma dagdag-bawas qui consistait en un transfert illégal de voix d'un candidat à un autre.
Le système politique philippin n'est que peu démocratique. « Il s’agit d’un système féodal où les candidats sont des vedettes de cinéma ou de télévision, des artistes ou des sportifs issus de dynasties politiques enracinées dans différentes régions du pays », indique David Camroux du Centre de recherches internationales (Ceri). Les deux tiers des députés et sénateurs sont issus de dynasties politiques.
En tête des sondages, la fille de Rodrigo Duterte et maire de Davao, Sara Duterte, décline initialement toute candidature, et ce même après le retrait de la course à la vice-présidence de son père, annonçant préférer se consacrer à son mandat municipal. Elle annonce finalement sa candidature à la vice-présidence le 13 novembre, deux jours avant la date-butoir, sous l'étiquette du Lakas-CMD. Elle devient la colistière de Ferdinand « Bongbong » Marcos, favori des sondages ;

## Système électoral
Le président des Philippines est élu au scrutin uninominal majoritaire à un tour pour un mandat de six ans non renouvelable. Les candidats à la présidence se présentent en parallèle de leur colistiers candidats à la vice-présidence. En cas de décès, de destitution ou d'incapacité permanente du président, le vice-président termine son mandat. Si la durée de ce remplacement est supérieure à quatre ans, le vice président est soumis à la même interdiction de réélection.
Les élections présidentielle et vice-présidentielle philippines ont pour particularité d'être organisées le même jour mais sur des bulletins séparés, permettant ainsi aux électeurs de voter pour un président tout en votant pour un vice-président qui ne soit pas nécessairement son colistier. Les deux élus peuvent par conséquent être de bords politiques différents. Lors du scrutin de 2016 la candidate du Parti libéral Leni Robredo, colistière du candidat arrivé second à la présidentielle Mar Roxas, l'emporte ainsi d'une courte avance de 0,61 % des suffrages — la plus faible depuis l'élection de 1965 — sur Bongbong Marcos, membre du Parti nationaliste, tandis que le colistier de Rodrigo Duterte, Alan Peter Cayetano, arrive troisième.
Les candidats à l'élection doivent être citoyens des Philippines depuis leur naissance, résider sur l'archipel depuis au moins dix ans au moment de l’élection, être âgés de quarante ans ou plus, être inscrits sur les listes électorales, et être capables de lire et écrire. Les élections ont lieu sous la supervision de la Commission des élections des Philippines (COMELEC).

## Candidats

### Candidats officiels
La liste officielle des candidats est publiée le 25 janvier 2022 par la commission électorale. Elle comprend dix noms :
| Candidats à la présidence | Candidats à la présidence      | Candidats à la présidence         | Candidats à la présidence                                                     |                  | Candidats à la vice-présidence        | Candidats à la vice-présidence   | Candidats à la vice-présidence | Candidats à la vice-présidence |
| ------------------------- | ------------------------------ | --------------------------------- | ----------------------------------------------------------------------------- | ---------------- | ------------------------------------- | -------------------------------- | ------------------------------ | ------------------------------ |
| Photo                     | Nom                            | Parti                             | Notes                                                                         |                  | Photo                                 | Nom                              | Parti                          | Notes                          |
|                           | Ernesto Abella                 | Indépendant                       | Homme d'affaires et évangéliste Porte-parole du président Duterte (2016-2017) | Pas de colistier | Pas de colistier                      | Pas de colistier                 | Pas de colistier               |                                |
|                           | Norberto Gonzales              | PDSP                              |                                                                               | Pas de colistier | Pas de colistier                      | Pas de colistier                 | Pas de colistier               |                                |
|                           | Leody de Guzman                | PLM                               | Syndicaliste et activiste                                                     |                  | Walden Bello                          |                                  |                                |                                |
|                           | Panfilo Lacson (en)            | Partido Reporma (en)              | Premier candidat déclaré                                                      |                  | Vicente "Tito" Sotto III              | Coalition du peuple nationaliste | président du Sénat             |                                |
|                           | Faisal Mangondato              | Katipunan                         | Entrepreneur                                                                  |                  | Carlos Serapio                        | Katipunan                        |                                |                                |
|                           | Ferdinand « Bongbong » Marcos  | Partido Federal ng Pilipinas (en) | Fils de Ferdinand Marcos                                                      |                  | Sara Duterte                          | Lakas                            | Maire de Davao City            |                                |
|                           | Jose Montemayor Jr             | DPP                               | Avocat                                                                        |                  | Rizalito David                        | DPP                              |                                |                                |
|                           | Francisco « Isko » Moreno (en) | Aksyon Demokratiko                | Maire de Manille                                                              |                  | Willie Ong (en)                       | Aksyon Demokratiko               |                                |                                |
|                           | Manny Pacquiao                 | PROMDI (en)                       | Sénateur et boxeur                                                            |                  | Lito Atienza (en)                     | PROMDI (en)                      |                                |                                |
|                           | Leni Robredo                   | Indépendant                       | Vice-présidente des Philippines                                               |                  | Francis Pangilinan (en), alias "Kiko" | Parti libéral                    | Sénateur et président du parti |                                |
| Pas de colistier          | Pas de colistier               | Pas de colistier                  | Pas de colistier                                                              |                  |                                       | Manny SD Lopez                   | WPP                            |                                |

### Retraits
Parmi les candidats déclarés s'étant finalement retirés figurent,,, les sénateurs Ronald dela Rosa (en) (présidence) et Bong Go (en) (vice-présidence), sous l'étiquette du PDP-Laban. Le président Duterte, initialement désigné comme candidat du parti à la vice-présidence accompagnant Go, se retire début octobre 2021. Dela Rosa se retire finalement le 13 novembre, tandis que Go se déclare candidat à la présidence, remplaçant pour des raisons légales le candidat d'un autre parti ;

## Résultats

### Présidence
| Candidats                | Candidats                | Partis                   | Voix       | %     |
| ------------------------ | ------------------------ | ------------------------ | ---------- | ----- |
|                          | Ferdinand Marcos Jr.     | PFP                      | 31 629 783 | 58,77 |
|                          | Leni Robredo             | Indépendante (LP)        | 15 035 773 | 27,94 |
|                          | Manny Pacquiao           | PROMDI                   | 3 663 113  | 6,81  |
|                          | Isko Moreno              | Aksyon                   | 1 933 909  | 3,59  |
|                          | Panfilo Lacson           | Indépendant              | 892 375    | 1,66  |
|                          | Faisal Mangondato        | KTPNAN                   | 301 629    | 0,56  |
|                          | Ernesto Abella           | Indépendant              | 114 627    | 0,21  |
|                          | Leody de Guzman          | PLM                      | 93 027     | 0,17  |
|                          | Norberto Gonzales        | PDSP                     | 90 656     | 0,17  |
|                          | Jose Montemayor          | DPP                      | 60 592     | 0,11  |
|                          |                          |                          |            |       |
| Votes valides            | Votes valides            | Votes valides            | 53 815 484 | 95,94 |
| Votes blancs et nuls     | Votes blancs et nuls     | Votes blancs et nuls     | 2 279 750  | 4,06  |
| Total                    | Total                    | Total                    | 56 095 234 | 100   |
| Abstention               | Abstention               | Abstention               | 11 430 385 | 16,93 |
| Inscrits / participation | Inscrits / participation | Inscrits / participation | 67 525 619 | 83,07 |

### Vice-présidence
| Candidats                | Candidats                | Partis                   | Voix       | %     |
| ------------------------ | ------------------------ | ------------------------ | ---------- | ----- |
|                          | Sara Duterte             | Lakas-CMD                | 32 208 417 | 61,53 |
|                          | Francis Pangilinan       | LP                       | 9 329 207  | 17,82 |
|                          | Tito Sotto               | NCP                      | 8 251 267  | 15,67 |
|                          | Willie Ong               | Aksyon                   | 1 878 531  | 3,59  |
|                          | Lito Atienza             | PROMDI                   | 270 381    | 0,52  |
|                          | Manny SD Lopez           | WPP                      | 159 670    | 0,31  |
|                          | Walden Bello             | PLM                      | 100 827    | 0,19  |
|                          | Carlos Serapio           | KTPNAN                   | 90 989     | 0,17  |
|                          | Rizalito David           | DPP                      | 56 711     | 0,11  |
|                          |                          |                          |            |       |
| Votes valides            | Votes valides            | Votes valides            | 52 346 000 | 93,32 |
| Votes blancs et nuls     | Votes blancs et nuls     | Votes blancs et nuls     | 3 749 234  | 6,68  |
| Total                    | Total                    | Total                    | 56 095 234 | 100   |
| Abstention               | Abstention               | Abstention               | 11 430 385 | 16,93 |
| Inscrits / participation | Inscrits / participation | Inscrits / participation | 67 525 619 | 83,07 |

## Analyse
Le fils de l'ex-dictateur Ferdinand Marcos, Ferdinand Marcos Junior — surnommé « Bong Bong Marcos » (BBM) — remporte la présidentielle, tandis que la vice présidence est remportée par Sara Duterte, la fille de Rodrigo Duterte. Bien que de partis différents, tous deux réunissent chacun autour de 60 % des suffrages exprimés, loin devant les candidats arrivés seconds,,. Leur investiture a lieu le 30 juin.